# Diecezja wschodnia Polskiego Narodowego Kościoła Katolickiego
Diecezja wschodnia – jedna z 5. diecezji Polskiego Narodowego Kościoła Katolickiego w Stanach Zjednoczonych i Kanadzie, ze stolicą w Manchesterze. Od 2011 roku ordynariuszem diecezji jest bp Paweł Sobiechowski. Diecezja dzieli się na 3. dekanaty/senioraty:
- seniorat centralny – ks. sen. Fryderyk Banas
- seniorat północno-wschodni – ks. sen. Robert Nemkovich Junior
- seniorat południowo-zachodni – ks. sen. Józef Krusieński